# Macrophyes jundiai
Macrophyes jundiai là một loài nhện trong họ Anyphaenidae.
Loài này thuộc chi Macrophyes. Macrophyes jundiai được Antonio D. Brescovit miêu tả năm 1993.